# Preston, Rutland
Preston är en ort och civil parish i Storbritannien.   Den ligger i grevskapet och kommunen Rutland och riksdelen England, i den sydöstra delen av landet, 130 km norr om huvudstaden London. Preston ligger 140 meter över havet och antalet invånare är 179.
Terrängen runt Preston är platt. Runt Preston är det ganska tätbefolkat, med 144 invånare per kvadratkilometer. Närmaste större samhälle är Corby, 13,0 km söder om Preston. Trakten runt Preston består till största delen av jordbruksmark.